# سیارک ۵۲۴۵۵
سیارک ۵۲۴۵۵ (به انگلیسی: 52455 Masamika، نامگذاری:1995AD1) پنجاه و دو هزار و چهارصد و پنجاه و پنجمین سیارک کشف شده‌است که در ۶ ژانویه ۱۹۹۵ کشف شد.